# Huntington Beach
Huntington Beach, ibland lokalt kallad Surf City, stad i Orange County, Kalifornien. Den ligger vid Stilla havet och är berömd för sina vackra stränder och milda klimat och är ett paradis för surfare. Den har andra kuststäder intill sig: Seal Beach i nordväst och Newport Beach i sydost. Huntington Beach är hemstad för rockbandet Avenged sevenfold. 
I Huntington Beach bor 189 594 invånare (2000) på en yta av 81,7 km². 
En del av Huntington Beach kallas för Sunset Beach och är det område där TV-serien Sunset Beach utspelar sig.